# Resurrection (álbum de Anastacia)
Resurrection é o sexto álbum de estúdio da cantora norte-americana Anastacia, lançado a 1 de maio de 2014 através da Sanctuary Records e BMG Rights Management. O primeiro single do disco, "Stupid Little Things", foi editado a 28 de março de 2014.

## Antecedentes e promoção
Após ter passado por uma dupla mastectomia devido ao diagnóstico de cancro da mama pela segunda vez, Anastacia afirmou que estava de regresso a estúdio para gravar novos temas. A 28 de março de 2014, foi lançado "Stupid Little Things" como single de avanço do disco. A sua promoção consistiu em actuações ao vivo, como no programa alemão Wetten, dass..? e na gala Globos de Ouro em Portugal.

## Alinhamento de faixas
| N.º | Título                       | Compositor(es)                                                              | Produtor(es)                              | Duração |  |
| 1.  | "Staring at the Sun"         | Sam Watters, Louis Biancaniello, Marley Munroe                              |                                           | 3:43    |  |
| 2.  | "Lifeline"                   | Jamie Hartman, Phil Bentley, Shelly Peiken                                  |                                           | 4:02    |  |
| 3.  | "Stupid Little Things"       | Anastacia, Watters, L. Biancaniello, Michael Biancaniello, Courtney Harrell | L. Biancaniello, Watters, M. Biancaniello | 3:55    |  |
| 4.  | "I Don't Want To Be the One" | Watters, Biancaniello, Munroe                                               |                                           | 3:59    |  |
| 5.  | "Evolution"                  | Anastacia, John Fields, Steve Diamond El Conquistador                       |                                           | 3:23    |  |
| 6.  | "Pendulum"                   | Anastacia, Jamie Hartman                                                    |                                           | 3:30    |  |
| 7.  | "Stay"                       | Anastacia, Hartman, Charlie Midnight                                        |                                           | 3:26    |  |
| 8.  | "Dark White Girl"            | Anastacia, Fields, Conquistador                                             |                                           | 3:23    |  |
| 9.  | "Apology"                    | Anastacia, Hartman, Fields                                                  |                                           | 3:32    |  |
| 10. | "Broken Wings"               | Anastacia, Damon Sharpe, Toby Gad                                           |                                           | 3:37    |  |

| Faixas bónus da edição deluxe |                               |                                        |                |         |  |
| N.º                           | Título                        | Compositor(es)                         | Produtor(es)   | Duração |  |
| 11.                           | "Other Side of Crazy"         |                                        |                | 3:49    |  |
| 12.                           | "Oncoming Train"              | Alex Geringas, Nicky Holland           | Geringas       | 3:08    |  |
| 13.                           | "Resurrection"                |                                        |                | 3:51    |  |
| 14.                           | "Left Outside Alone (Part 2)" | Anastacia, Glen Ballard, Dallas Austin |                | 3:53    |  |
| Duração total:                | Duração total:                | Duração total:                         | Duração total: | 73:43   |  |

| Faixa bónus na iTunes Store |                |                |                |         |  |
| N.º                         | Título         | Compositor(es) | Produtor(es)   | Duração |  |
| 15.                         | "Underdog"     |                |                | 2:57    |  |
| Duração total:              | Duração total: | Duração total: | Duração total: | 73:43   |  |

## Desempenho nas tabelas musicais

### Posições
| Tabela musical (2014)               | Melhor posição |
| ----------------------------------- | -------------- |
| Alemanha - Media Control Charts     | 5              |
| Áustria - Ö3 Austria Top 40         | 11             |
| Bélgica - Ultratop 50 (Flandres)    | 45             |
| Bélgica - Ultratop 50 (Valónia)     | 21             |
| Escócia - Scottish Albums Chart     | 12             |
| Espanha - PROMUSICAE                | 12             |
| Finlândia - Suomen virallinen lista | 38             |
| França - SNEP                       | 24             |
| Itália - FIMI                       | 5              |
| Países Baixos - Mega Album Top 100  | 7              |
| Portugal - Top Artistas             | 18             |
| Reino Unido - UK Albums Chart       | 9              |
| Suíça - Schweizer Hitparade         | 5              |

## Histórico de lançamento
| País        | Data               | Formato              | Editora discográfica |
| ----------- | ------------------ | -------------------- | -------------------- |
| Portugal    | 1 de maio de 2014  | CD, descarga digital | BMG                  |
| Reino Unido | 5 de maio de 2014  | CD, descarga digital | BMG                  |
| Itália      | 6 de maio de 2014  | CD, descarga digital | BMG                  |
| Alemanha    | 9 de maio de 2014  | CD, descarga digital | BMG                  |
| França      | 12 de maio de 2014 | CD, descarga digital | BMG                  |